# Manuel Jesús Dolz Lago
Manuel Jesús Dolz Lago (n. Almería, 24 de septiembre de 1954) es un fiscal, abogado, profesor, escritor y conferenciante español. Entre junio de 2018 y enero de 2020 se desempeñó como Secretario de Estado de Justicia.

## Biografía
Nacido en la ciudad de Almería, el día 24 de septiembre del año 1954. Es Licenciado en Derecho con Premio Extraordinario por la Universidad de Valencia y tiene un doctorado en Derecho por la Universidad de Barcelona con sobresaliente cum laude.
En el año 1981 accedió por oposición al Cuerpo de Fiscales de Distrito y en 1985 a la Carrera Fiscal como número 1 de toda su promoción.
Durante todos estos años ha ocupado cargos como el de Miembro de la Asociación Internacional de Derecho Penal, Fiscal de las ciudades de Barcelona, Cuenca, Tarragona y Valencia. Fue Fiscal Jefe de la Audiencia Provincial de Lérida, Fiscal Coordinador de Menores en la Fiscalía del Tribunal Superior de Justicia de la Comunidad Valenciana (TSJCV), Fiscal del Tribunal Supremo adjunto al Fiscal de Sala de Menores y desde el año 2005 ha sido Fiscal del Tribunal Supremo.
Dentro del mundo de la docencia, ha sido profesor en diferentes universidades españolas y además ha impartido numerosas conferencias y ponencias sobre las materias jurídicas.
Cabe destacar que es autor y coautor de numerosos libros y de artículos publicados en revistas especializadas, además de ser académico de honor y también correspondiente de la Real Academia de Jurisprudencia y Legislación.
El día 19 de junio de 2018, fue nombrado por el Consejo de Ministros como nuevo Secretario de Estado de Justicia.Tras año y medio en el cargo, cesó el 30 de enero de 2020, siendo sustituido por Pablo Zapatero Miguel.

## Títulos y condecoraciones
| Títulos y condecoraciones                                                                                         |
| --- |
| Diploma honorífico de reconocimiento y valoración de actuaciones a favor de mejora de la seguridad vial catalana. |
| Cruz de Honor y Cruz distinguida de 1ª clase de la Orden de San Raimundo de Peñafort.                             |
| Medalla de Plata con Distintivo Azul al Mérito de la Seguridad Vial.                                              |
| Medalla con Distintivo Blanco al Mérito Policial.                                                                 |
| Cruz con Distintivo Blanco de la Orden del Mérito de la Guardia Civil.                                            |

Gran Cruz al Mérito Civil 30 de julio de 2023